# Inkomitanz
Die Inkomitanz (lateinisch incomitatus „unbegleitet“) ist in der Strabologie und Neuroophthalmologie eines der wichtigsten Symptome von Augenmuskellähmungen. Durch sie lässt sich das Ausmaß einer Parese ermitteln. Dabei bezeichnet die Inkomitanz die Änderung einer Schielabweichung in unterschiedlichen Blickrichtungen. Je ausgeprägter eine Lähmung ist, desto größer ist auch die Inkomitanz. Das Ergebnis ist eine deutliche Zunahme des Schielwinkels bei Blickwendung in die Wirkungsrichtung des betroffenen Muskels.
Dies führt bei Fixation mit dem gesunden Auge zu einem sogenannten „primären“ Schielwinkel, bei Fixation mit dem gelähmten Auge zu einem deutlich größeren „sekundären“ Schielwinkel. Eine Quantifizierung der Inkomitanz erfolgt durch die Messung der Differenz zweier Schielwinkel in gegenüberliegenden Blickrichtungen.
Eine Inkomitanz von Schielwinkeln kann auch bei nichtparetischen Schielformen auftreten, beispielsweise beim sogenannten Alphabet-Symptom. Auch können bestimmte Augenmuskeloperationen zu Inkomitanzen führen.
Als Gegenteil von Inkomitanz bezeichnet der Begriff Konkomitanz das annähernd gleichbleibende Ausmaß einer Schielabweichung in allen Blickrichtungen, ein Kardinalsymptom des frühkindlichen Begleitschielens (Strabismus concomitans), bzw. kongenitalen Schielsyndroms.